# Wakapsir Timur
Wakapsir Timur is een bestuurslaag in het regentschap Alor van de provincie Oost-Nusa Tenggara, Indonesië. Wakapsir Timur telt 568 inwoners (volkstelling 2010).